# Parque Municipal de Roman

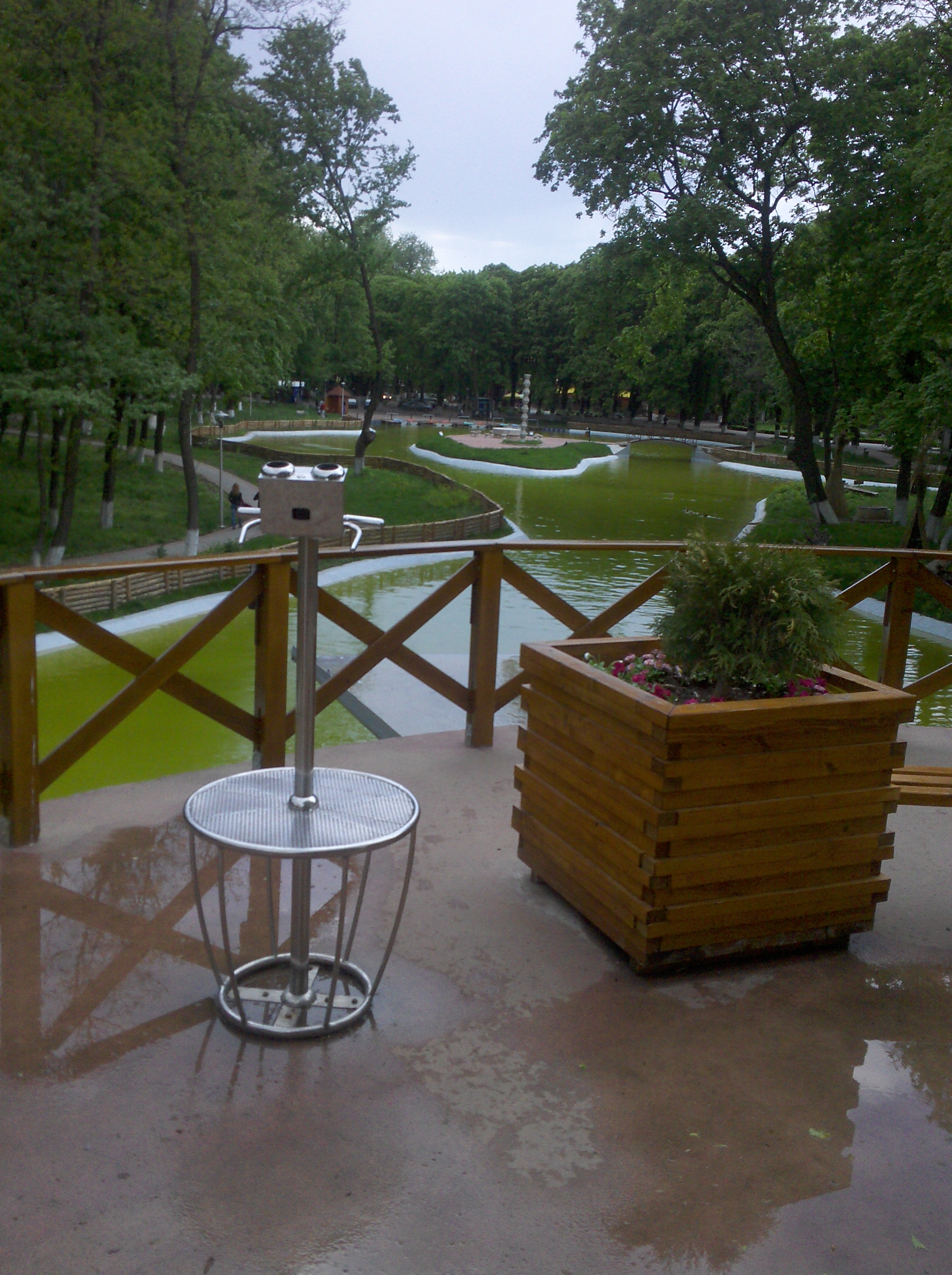
Vista desde el observatorio hacia el lago del parque.

El Parque Municipal, o Jardín Grande, es un parque de la ciudad de Roman, Rumania. Está fechado desde 1906 y tiene una superficie de 13,3 hectáreas.

## Lago
El parque tiene un lago artificial que cuenta con un embarcadero dotado con diez barcos de recreo, el cual abre durante los meses cálidos, desde mayo a octubre. Cerca del embarcadero hay un chorro de agua, de unos diez metros de altura, inspirado en el Jet d'Eau del lago Leman, cerca de Ginebra.
El lago tiene tres islas temáticas:
- Isla Brâncuşi: Esta isla está unida con el resto del parque mediante un puente. Allí se encuentran copias de las esculturas de Constantin Brâncuşi: la Mesa del Silencio y la Columna del infinito, las cuales están iluminadas por las noches mediante focos de color violeta.
- Isla con pájaros: Esta isla está aislada, no tiene ningún puente que la una con el resto del parque, y se puede llegar solo en barco, pero el acceso está prohibido. En la isla habitan libremente cisnes, ciertas especies de patos, gallinas, perdices, pavos reales y otras especies. En la isla se han construido nidos y refugios para pájaros en forma de tipis, troncos de árboles perforados y jaulas abiertas. Los pájaros pueden nadar libremente en el parque, pero también tienen un pequeño estanque en la isla para bañarse o abrevarse.
- Isla con cascada: El acceso a la isla se realiza a través de un puente. La isla está compuesta por dos partes: una alta y una baja; la parte baja tiene callejones con bancos, mientras la parte alta está compuesta por una plataforma de hormigón con un observatorio, bancos y una cascada artificial.

## Rotonda de los escritores
La Rotonda de la los Escritores fue realizada por el Fondo Plástico de la ciudad de Iaşi y está compuesta de las esculturas de diez grandes escritores rumanos: Miron Costin, Mihail Kogălniceanu, Vasile Alecsandri, Ion Luca Caragiale, Alexandru Vlahuță, George Coșbuc, Mihail Sadoveanu, Ion Creangă, Mihai Eminescu y George Enescu. Dentro de esta rotonda se encuentra un jardín con una fuente artificial.

## Otros elementos del parque
- Restaurante con terraza, motel;
- Estatua de Ion Ionescu de la Brad;
- Un quiosco de música donde los domingos toca la banda municipal;
- Zona de juego para niños;
- Terreno de fútbol con alumbrado nocturno;
- Museo de Ciencias de la Naturaleza.

## Galería

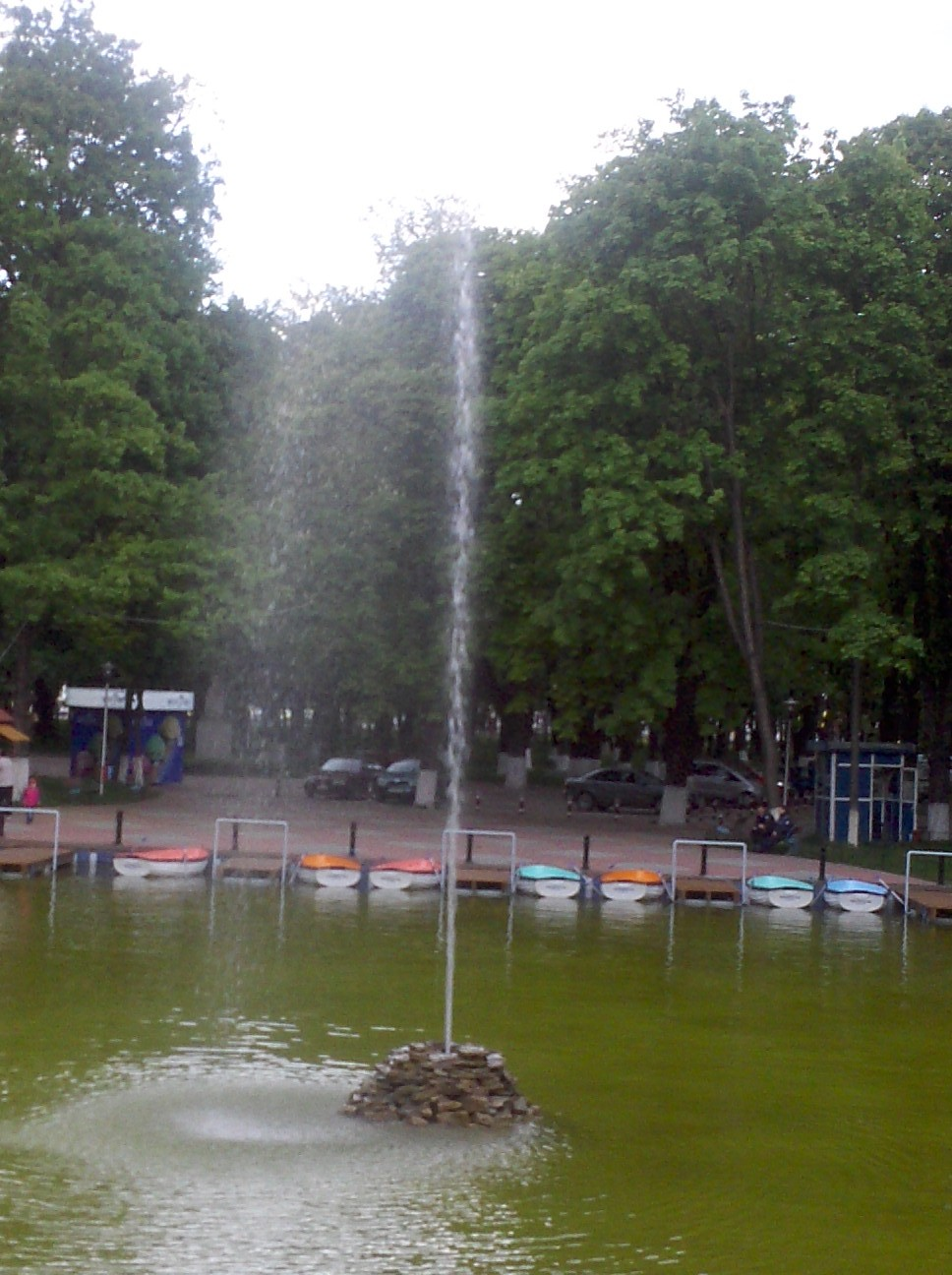
El chorro y embarcadero.
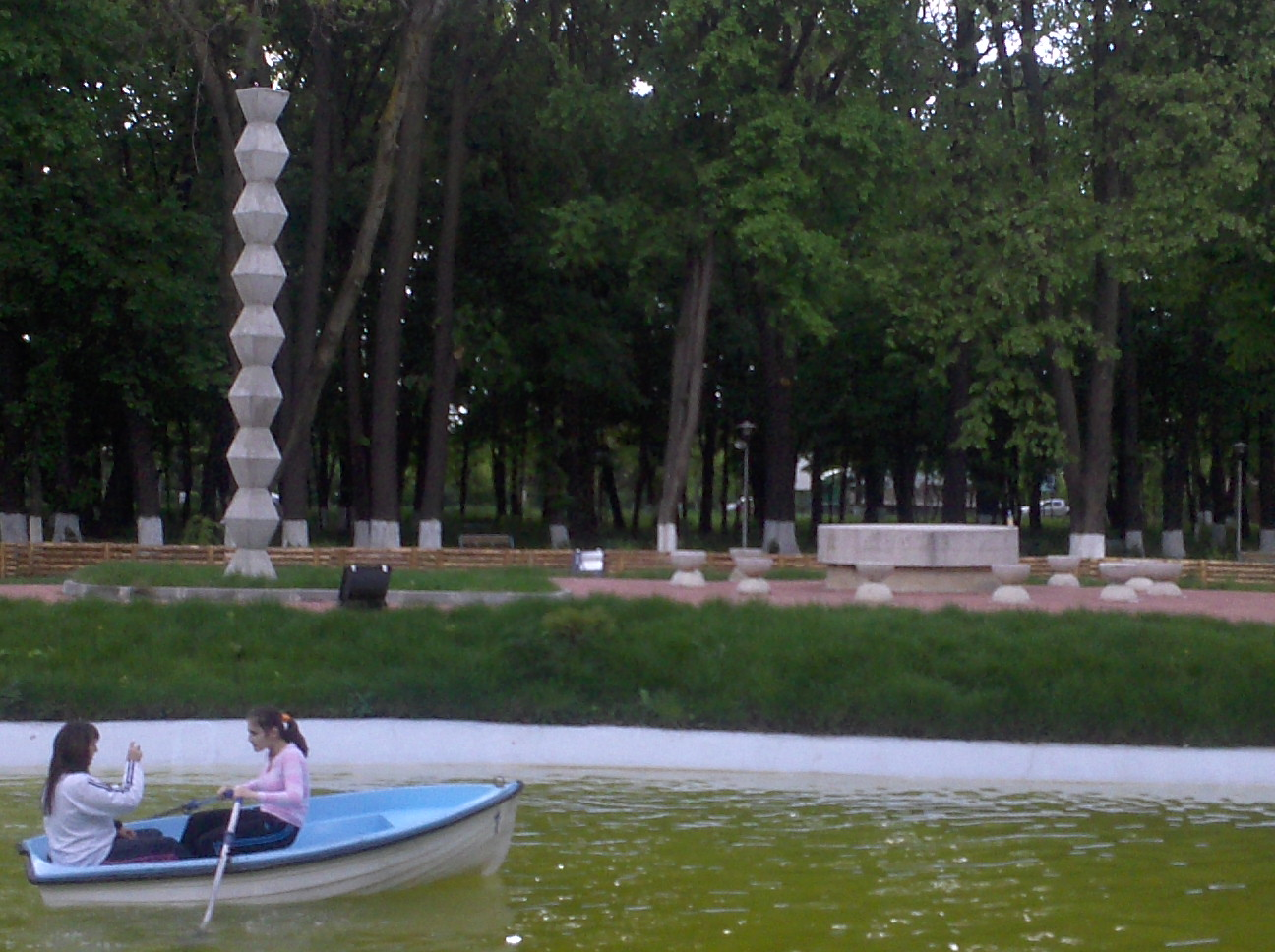
Isla de Brâncuşi.
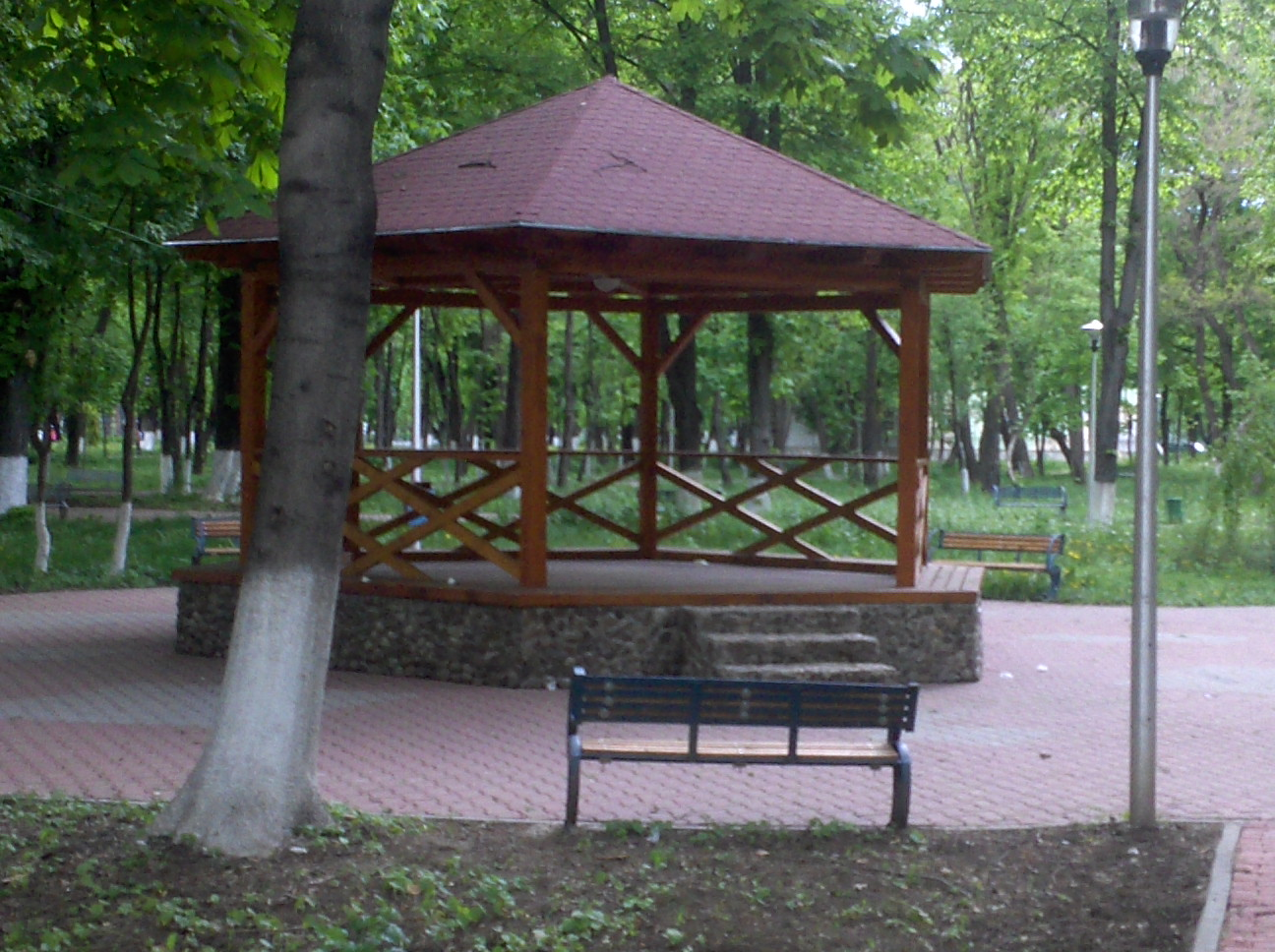
Quiosco de música.
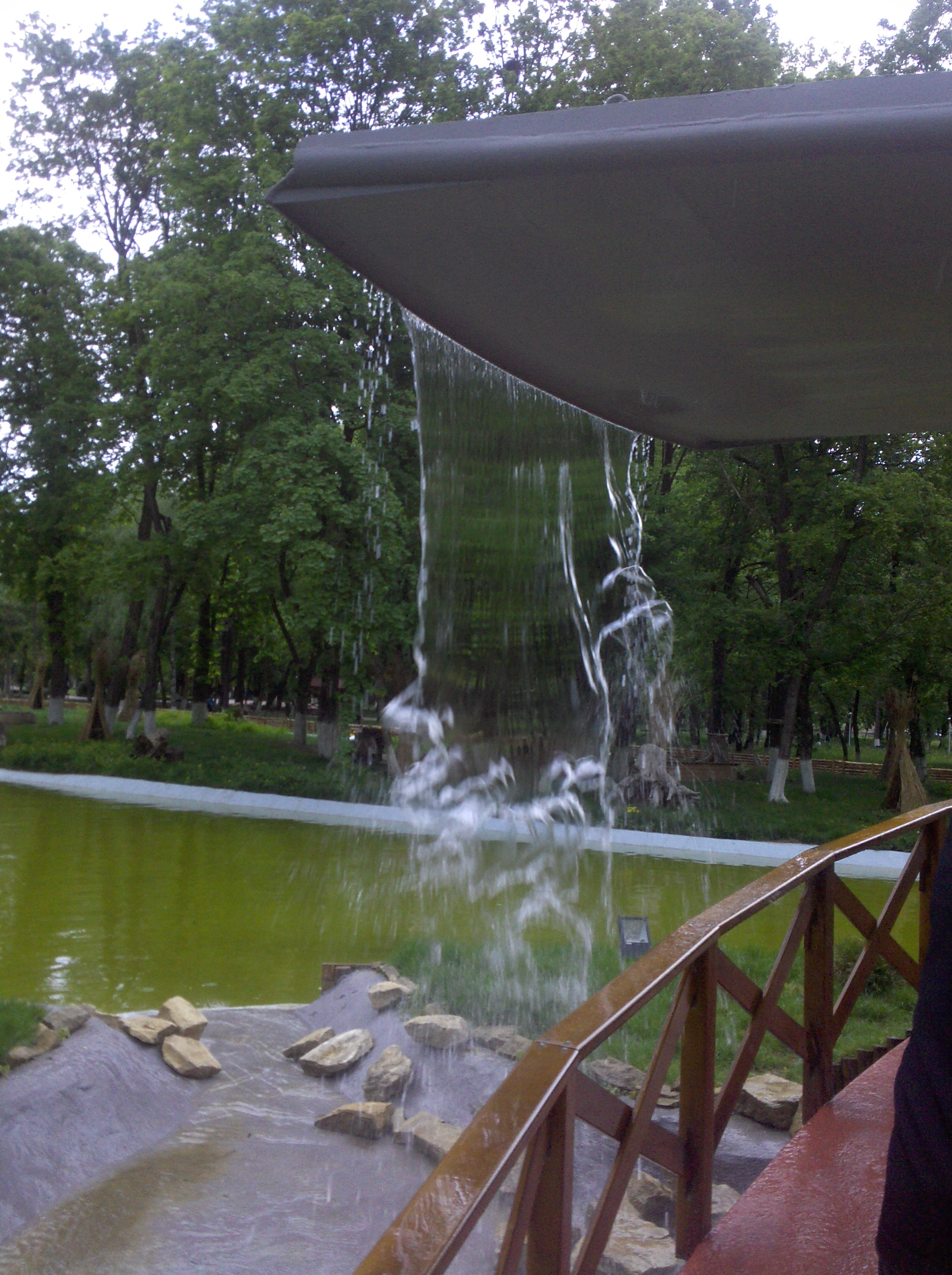
Cascada artificial.
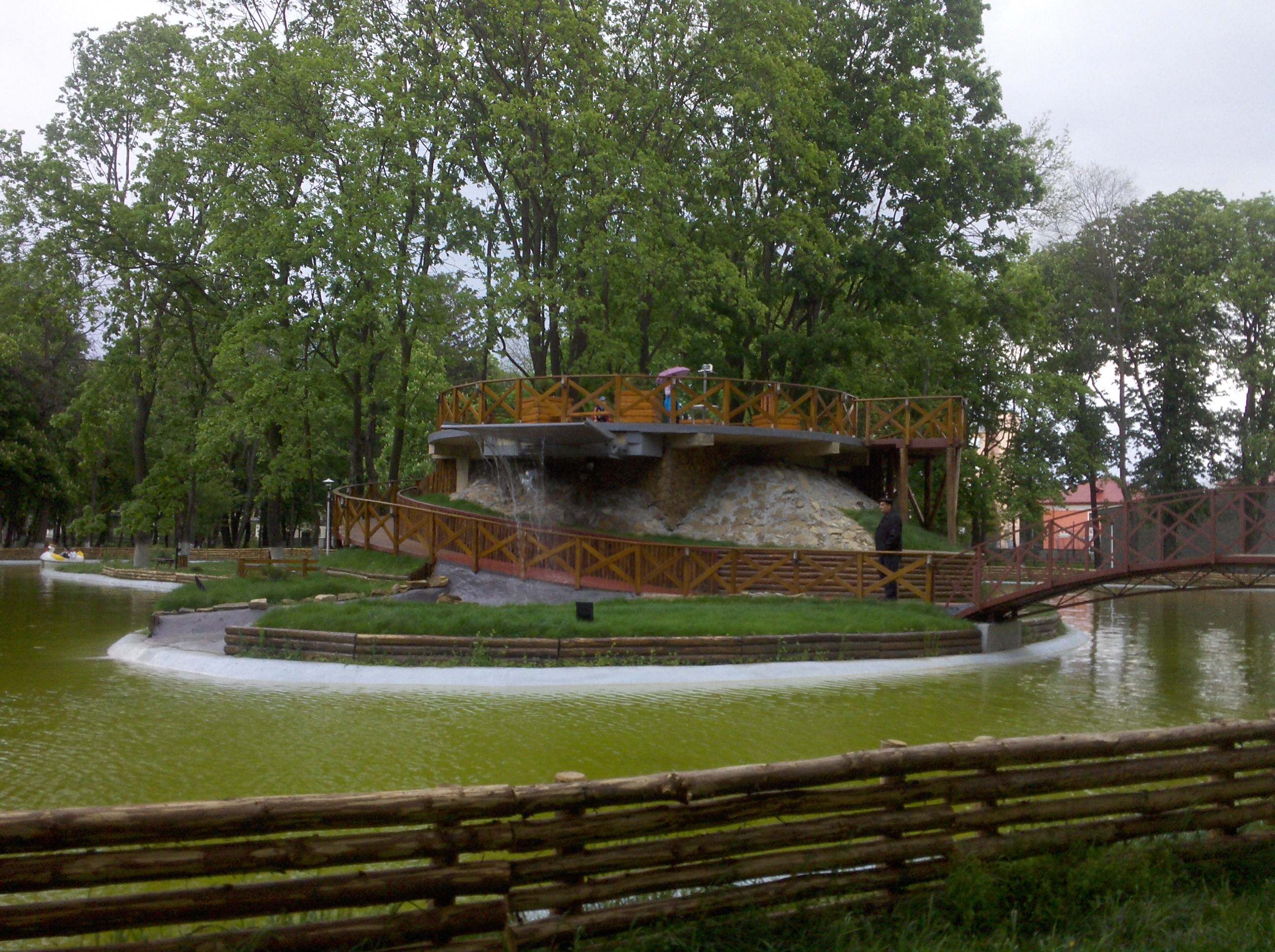
Isla con cascada.
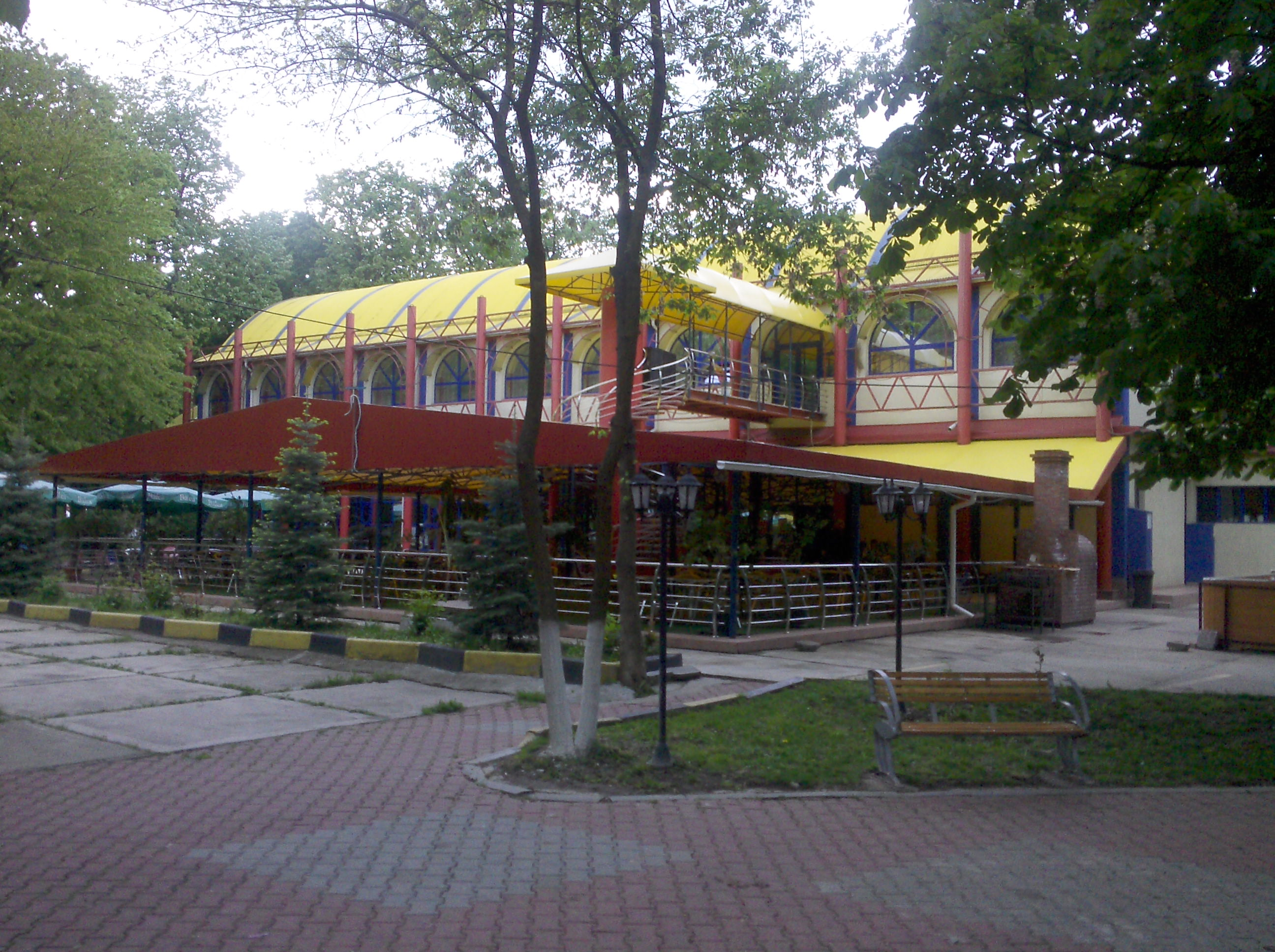
Restaurante con terraza.
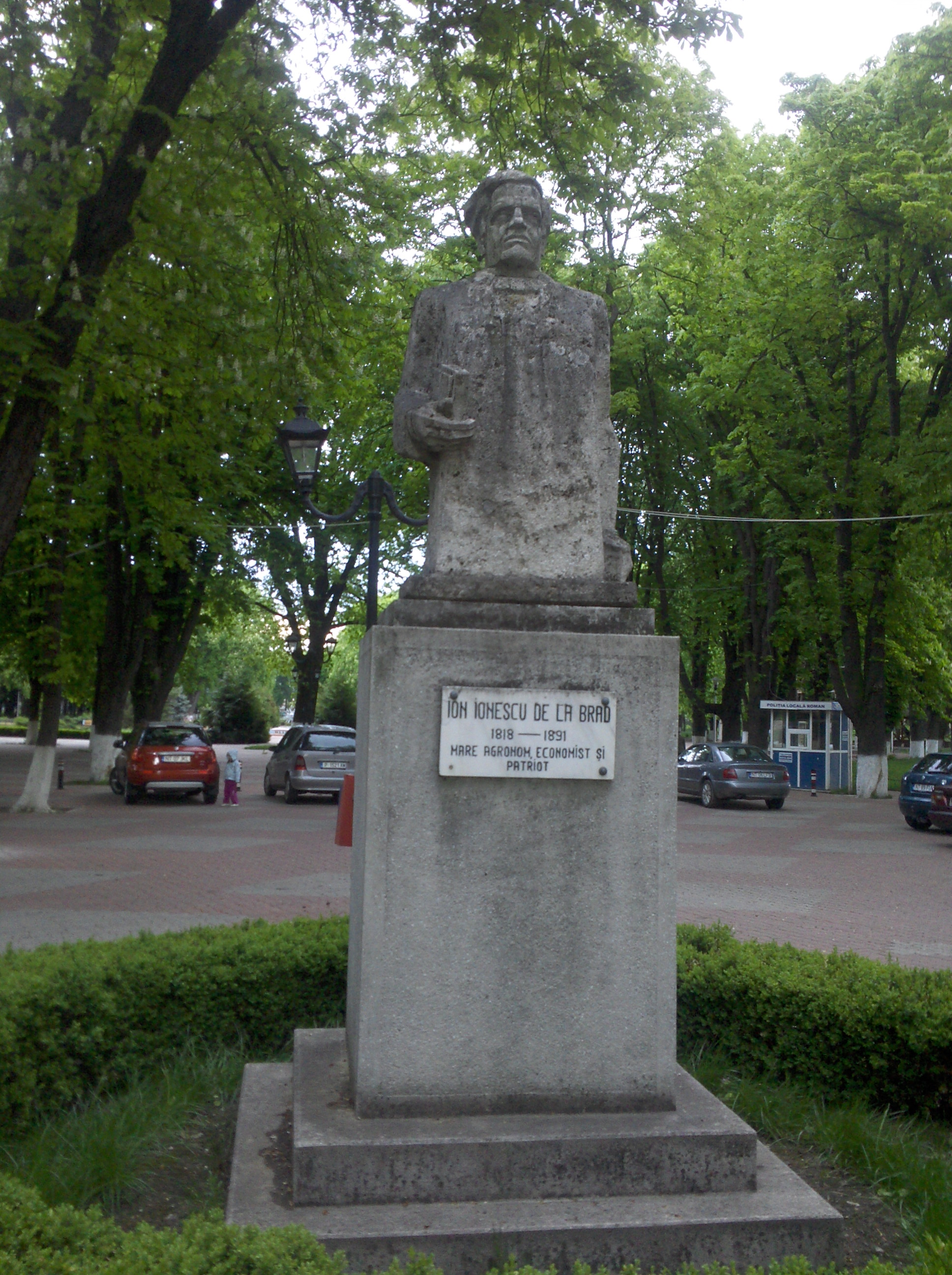
Estatua de Ion Ionescu de la Brad.
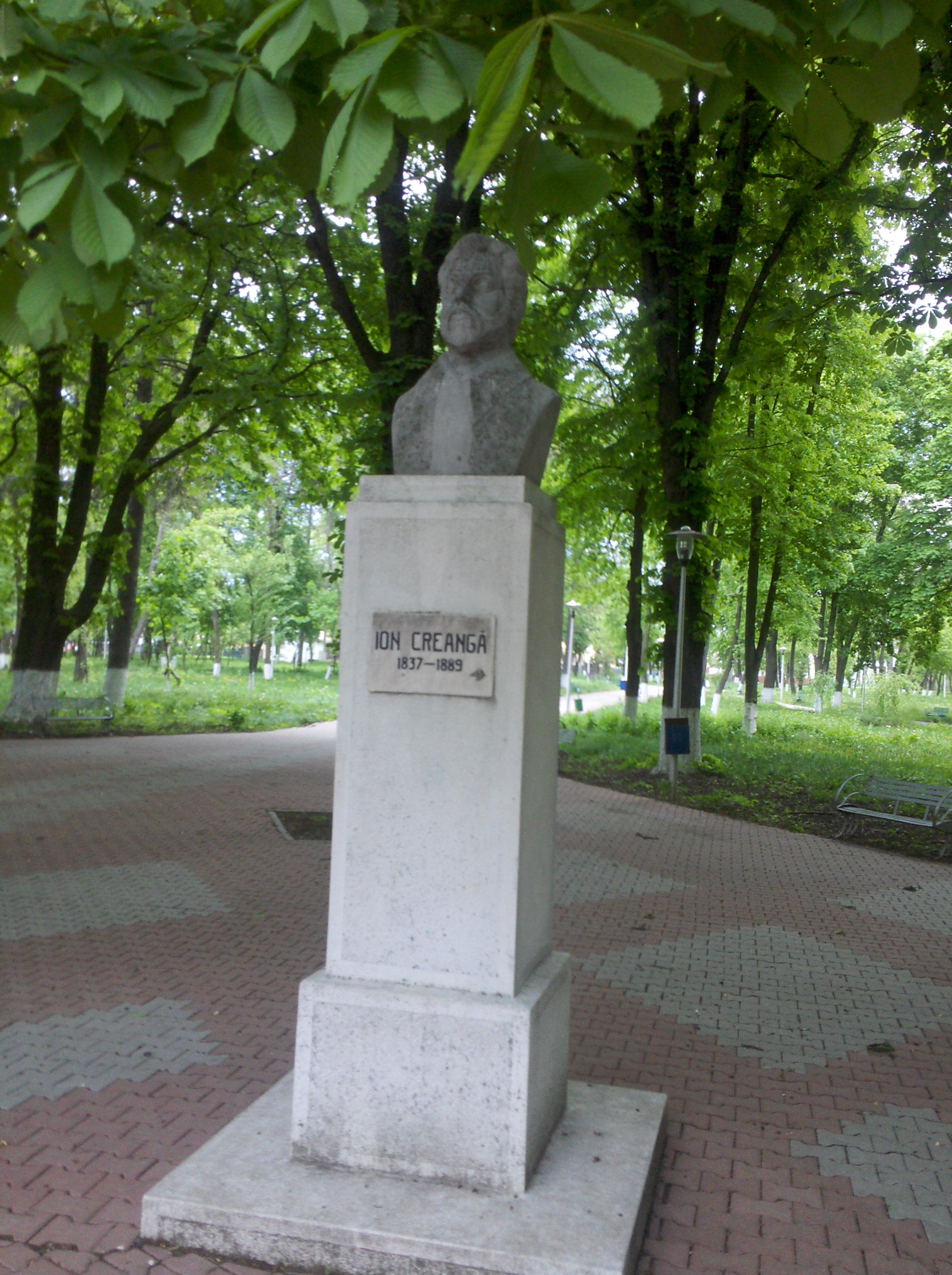
Estatua de Ion Creangă, parte del conjunto de la Rotonda de los Escritores.

- Datos: Q9055840